# Keskimmäinen (sjö i Itis, Kymmenedalen)
Keskimmäinen är en sjö i kommunen Itis i landskapet Kymmenedalen i Finland. Sjön ligger 74,1 meter över havet. Arean är 36 hektar och strandlinjen är 5,29 kilometer lång. Sjön  ingår i Kymmene älvs huvudavrinningsområde.   Den ligger omkring 74 kilometer nordväst om Kotka och omkring 120 kilometer nordöst om Helsingfors. 
Keskimmäinen ligger sydväst om Ylimmäinen. 